# Empire City
Empire City és un poble dels Estats Units a l'estat d'Oklahoma. Segons el cens del 2000 tenia 734 habitants.

## Demografia
Segons el cens del 2000, Empire City tenia 734 habitants, 266 habitatges, i 230 famílies. La densitat de població era de 26,2 habitants per km².
Dels 266 habitatges en un 41% hi vivien nens de menys de 18 anys, en un 77,8% hi vivien parelles casades, en un 3,8% dones solteres, i en un 13,5% no eren unitats familiars. En l'11,7% dels habitatges hi vivien persones soles el 4,5% de les quals corresponia a persones de 65 anys o més que vivien soles. El nombre mitjà de persones vivint en cada habitatge era de 2,76 i el nombre mitjà de persones que vivien en cada família era de 2,98.
Per edats la població es repartia de la següent manera: un 27,1% tenia menys de 18 anys, un 6,8% entre 18 i 24, un 24,9% entre 25 i 44, un 30,1% de 45 a 60 i un 11% 65 anys o més.
L'edat mediana era de 40 anys. Per cada 100 dones de 18 o més anys hi havia 101,9 homes.
La renda mediana per habitatge era de 39.722 $ i la renda mediana per família de 43.304 $. Els homes tenien una renda mediana de 34.844 $ mentre que les dones 23.750 $. La renda per capita de la població era de 17.190 $. Entorn del 4,9% de les famílies i el 6,4% de la població estaven per davall del llindar de pobresa.

## Poblacions més properes
El següent diagrama mostra les poblacions més properes.